# Venom: Lethal Protector
«Venom: Lethal Protector» (с англ. — «Веном: Смертоносный защитник») — ограниченная серия комиксов из шести выпусков, которая выпускалась издательством Marvel Comics с апреля 1993 года по июль того же года, написанная Дэвидом Микелайни и проиллюстрированная Марком Багли, Роном Лимом, а также Сэмом ДэЛароса.
Это первая серия комиксов, в которой Эдди Брок/Веном занимает роль протагониста. В ней он предстаёт в роли антигероя, а не злодея. «Смертоносный защитник» стал первой ограниченной серией, в которой исследовалась биография Эдди Брока до того, как он стал Веномом.

## Сюжет
До того, как история начинается, Веном и Человек-паук заключают договор, что они оставят друг друга в покое при условии, что Веном не будет совершать преступлений. Веном переезжает из Нью-Йорка в Сан-Франциско и начинает заниматься группой калифорнийских бродяг. Вскоре отец одной из жертв Венома ищет его с группировкой суперсильных наёмников, чтобы отомстить.
Человек-паук, введённый в заблуждение увиденным репортажем о Веноме, направляется в Сан-Франциско, чтобы противостоять ему, но вместо этого сталкивается с пятью отпрысками Венома: Крик, Фэйдж, Бунт, Лэшер и Агония.

## Фонд жизни
Управляемый Карлтоном Дрейком, «Фонд жизни» был организацией, занимавшейся незаконными научными исследованиями, направленными на создание футуристического утопического общества, способного противостоять апокалиптическому событию. Ближе к концу холодной войны фонд верил, что ядерный холокост станет конечным результатом, уничтожив современную цивилизацию. Их вера привела к созданию большого убежища от ядерных осадков для своих клиентов.

## Симбиоты «Фонда жизни»

Пять отпрысков Венома.
Трое выше (слева направо): Крик, Бунт и Агония
Двое ниже (слева направо): Лэшер и Фэйдж

- Крик (Носитель — Донна Диего) была порождена в результате экспериментальной процедуры, насильно проведённой над Веномом зловещим «Фондом жизни». До того, как Донна Диего была выбрана в качестве носителя симбиота, она работала охранницей в «Фонде жизни», которому было приказано охранять здания и общины фонда для будущей утопии[3]. Чтобы проверить свои новые способности, Крик напала на торговый центр в Салинасе, Калифорния. Человек-паук пришёл на место происшествия и столкнулся с ней, но после короткой схватки она сбежала и вернулась на базу в пустыне Мохаве. Вернувшись на базу, Человек-паук снова сразился с Донной и её симбиотом, а также с другими отпрысками Венома. Когда Эдди Брок вернул себе симбиота Венома, он использовал метаболический ускоритель, чтобы ускорить старение симбиотов и превратить их в пыль.
- Бунт (Носитель — Тревор Коул). Тревор был наёмником, нанятым «Фондом жизни» для защиты будущей утопии фонда. Он вызвался стать носителем одного из пяти симбиотов, насильно извлечённых из Венома. Бунт обладает всеми способностями, которые имеет Веном, а так же, в отличие от своих «братьев и сестёр», Бунт не любит формировать из рук острые оружия, по типу лезвий и шипов, он предпочитает формировать дробящее оружие по типу молота или булавы. Вместе с четырьмя другими симбиотами Бунт противостоял Человеку-пауку и Веному. После их противостояния Эдди Брок вернул себе симбиота Венома и с помощью метаболического ускорителя победил пятерых, превратив их в пыль[4]. Бунт был хуже своих братьев и сестёр, он был чрезвычайно агрессивен и лишён всякого чувства симпатии. Симбиот Бунт дебютировал в фильме «Веном» (2018)[5], став главным антагонистом фильма.
- Фэйдж (Носитель — Карл Марч). Карл был наёмником, нанятым «Фондом жизни», чтобы служить в качестве «стража» для сообщества, к созданию которого готовилась зловещая компания. Провозгласив себя лидером пяти симбиотов, Фэйдж и остальные его «братья и сёстры» были насильно извлечены из захваченного Венома. Чтобы проверить свои способности, потомки сразились с Человеком-пауком, пока Веном был недееспособен. Уникальным свойством Фэйджа является его способность метать снаряды из своего симбиота и превращать их в кислотную субстанцию, достаточно сильную, чтобы расплавить металл. Как и его братья и сёстры, Фэйдж погиб, когда Эдди Брок использовал ускоритель и победил потомков[6].
- Лэшер (Носитель — Рамон Эрнандес). Рамон был наёмником, нанятым зловещим «Фондом жизни». Вместе с другими симбиотами Лэшер противостоял Человеку-пауку и Веному. Победа над Человеком-пауком и Веномом стала бы последним испытанием для пятерых и доказала бы, насколько они эффективны в качестве «гвардейцев». Однако, как только Эдди Брок и Веном вновь соединились, Веном использовал метаболический ускоритель, чтобы стереть их в пыль. Лэшер обладает уникальной способностью выпускать множество усиков и бить ими своих противников.
- Агония (Носитель — Лесли Геснерия). Лесли была выбрана «Фондом жизни», чтобы принять симбиота и стать «гвардейцем» организации. Объединёнными усилиями с другими симбиотами Агония напала на Человека-паука и Венома. Не сумев помешать пятерым симбиотам, Веном использовал метаболический ускоритель и ускорил старение симбиотов, оставив их останки в пыли. Агония обладает способностью использовать свой метаболизм для производства кислоты, которую она может выплёвывать на своих противников. Кислотная жидкость может прожечь практически всё.

## Коллекционные издания
В июле 1995 году, серия была издана в мягком переплёте с кавер-обложкой от Симона Бизли.
В феврале 2011 года, серия была переиздана с новой кавер-обложкой.

## Экранизации

### Фильм
- Сюжетная линия «Смертоносный защитник» служит одной из двух историй для основы сюжета фильма Веном (2018) наряду с «Планетой симбиотов», что подтвердили режиссёр Рубен Флейшер и актёр Том Харди[7]. Однако, несмотря на то, что «Смертоносный защитник» служит одной из двух сюжетных линий, в фильме нет Человека-паука[8]. Как и в оригинальном комиксе, действия «Венома» происходят в Сан-Франциско, антагонистами являются «Фонд жизни[англ.]» и Карлтон Дрейк[англ.], а симбиотами — Бунт, Крик и Мейхем[англ.].
- «Веном 2» (2021) продолжает сюжетную линию, начатую в фильме 2018 года. В данном фильме Веном и Эдди Брок начинают принимать свою роль антигероя, называя себя «Смертоносным защитником» на протяжении всего фильма.